# (32871) 1993 FQ32
1993 FQ32 (asteroide 32871) é um asteroide da cintura principal. Possui uma excentricidade de 0.10309010 e uma inclinação de 2.54557º.
Este asteroide foi descoberto no dia 21 de março de 1993 por UESAC em La Silla.